# Estay Rock
Der Estay Rock (ursprünglich in Chile Islote Ministro Fidel Estay Cortéz, später Islote Fidel Estay) ist eine Klippe in der Bransfieldstraße vor der Nordküste der Trinity-Halbinsel im Norden der Antarktischen Halbinsel. Der Felsen ragt 2,9 km westsüdwestlich des Toro Point auf.  
Die Benennung erfolgte 1947 durch Teilnehmer der 2. Chilenischen Antarktisexpedition (1947–1948). Namensgeber ist der chilenische Politiker Fidel Segundo Estay Cortés (1887–unbekannt), der zu jener Zeit als Minister dem Kabinett unter Präsident Gabriel González Videla angehört hatte. Das Advisory Committee on Antarctic Names bestätigte 1964 die englische Übersetzung der chilenischen Benennung.